# Núi Apo
Núi Apo là một núi lửa dạng tầng có khả năng hoạt động, nằm giữa thành phố Davao và tỉnh Davao del Sur ở khu vực XI và tỉnh Cotabato ở khu vực XII, thuộc đảo Mindanao, Philippines. Với độ cao 2.954 mét (9.692 ft) trên mực nước biển, đây là ngọn núi cao nhất trong quần đảo Philippines. Từ Đỉnh nhìn tới thành phố Davao cách đó 45 km (28 dặm) về phía đông bắc, thành phố Digos 25 km (16 dặm) về phía đông nam, và thành phố Kidapawan 20 km (12 dặm) về phía tây.
Hai nỗ lực đầu tiên để lên được đỉnh núi Apo đã kết thúc trong thất bại: của Jose Oyanguren (1852) và Señor Real (1870). Các cuộc thám hiểm thành công đầu tiên được ghi nhận trong đó đứng đầu đoàn là Don Joaquin Rajal vào tháng 10, năm 1880. Trước khi leo lên, Rajal phải đảm bảo sự cho phép của thủ lĩnh Bagobo, Datu Manig. Người ta nói rằng Datu đòi hy sinh nhân mạng được thực hiện để làm hài lòng những vị thần Mandarangan. May mắn thay, Datu đồng ý từ bỏ đòi hỏi này, và cuộc leo núi bắt đầu vào ngày 06 tháng 10 năm 1880, thành công năm ngày sau đó. Kể từ đó, vô số cuộc thám hiểm tiếp nối. Những điều này và nhiều hơn nữa được mô tả trong những lời thuyết minh đầy màu sắc bởi Fr. Miguel BERNAD, S.J.
Vào ngày 9 tháng 5 năm 1936, núi Apo được tổng thống Manuel L. Quezon tuyên bố là một vườn Quốc gia.
Núi Apo được đặt theo tên một người đàn ông quý phái tên là Apong, người đã bị giết trong khi trung gian cuộc chiến giữa hai người cầu hôn con gái ông Saribu. Một nguồn gốc được đề nghị khác của tên này là từ chính từ Apo, mà theo tiếng Philipin có nghĩa là "chủ" hoặc "cháu".
Vào cuối tháng 3 đến tháng 4 năm 2016, do những ảnh hưởng cực đoan của El Nino, những đợt cháy rừng và cháy các bụi cây xuất hiện trên sườn núi khiến cho những người du hành lên núi phải dừng lại. Du lịch trong khu vực bị đe doạ do một đám mây sương mù bao phủ các sườn dốc núi.

## Vườn Quốc gia núi Apo
Vào ngày 9 tháng 5 năm 1936, núi Apo được tổng thống Manuel L. Quezon tuyên bố là vườn Quốc gia, tiếp theo là tuyên bố năm 1966. Năm 2004, qua một Đạo luật số 9237, Khu vực Apo trở thành khu bảo tồn thuộc loại công viên thiên nhiên với diện tích 54.974,87 ha (135.845,9 mẫu Anh); với hai khu vực ngoại vi là 2.571,73 ha (6.354,9 mẫu Anh) và 6.506.40 ha (16.077,7 mẫu Anh) là vùng đệm, dành cho việc quản lý nó và cho các mục đích khác 
Mặc dù được công bố là Công viên Thiên nhiên, các con đường leo núi hiện nay rải rác rác rưởi bởi những người leo núi vô trách nhiệm, mở đường cho sự xói mòn đất trên các phía núi đã không còn cây cỏ. Một số nhóm leo núi sau Tuần lễ Phục Sinh, mùa leo cao điểm, thực hiện các chuyến lên núi để làm sạch các khu vực bị ảnh hưởng.

### Khí hậu
Núi Apo có khí hậu mưa nhiệt đới. Nó thuộc loại khí hậu Loại IV trong đó lượng mưa tương đối phân bố suốt năm. Nhiệt độ trung bình hàng tháng dao động từ 26,4 °C (79,5 °F) trong tháng Giêng đến 27,9 °C (82,2 °F) trong tháng Tư. Độ ẩm tương đối hàng tháng dao động từ 78% trong tháng 3 và tháng 4 và 82% trong tháng 6 và tháng 7. Nó đạt đến -6 độ C vào tháng Hai và tháng Giêng.

### Thực vật và động vật
Các đồng cỏ được đặc trưng với đa số là cỏ Cogon (Imperata cylindrica) và Saccharum spontaneum. Các loại cỏ và dương xỉ khác cũng phát triển mạnh, đặc biệt là dọc theo bờ suối, sông và trên sườn dốc.
Núi có hơn 272 loài chim, trong đó có 111 loài đặc hữu cho khu vực này. Đây cũng là quê hương của một trong những đại bàng lớn nhất thế giới, loài chim đại bàng Philippine đang có nguy cơ bị diệt chủng, là loài chim quốc gia của đất nước này.

### Danh sách Di sản Thế giới của UNESCO
Cơ quan Môi trường và Tài nguyên (DENR) làm đơn vào ngày 12 tháng 12 năm 2009 để đưa Núi Apo vào danh sách di sản thế giới của UNESCO. Núi được DENR coi là trung tâm của đặc hữu ở Mindanao. Nó có một trong những sinh cảnh đa dạng sinh học cao nhất trên mặt đất về mặt thực vật và động vật trên một đơn vị diện tích. Nó có ba dạng rừng khác nhau, từ rừng nhiệt đới vùng đất thấp, đến rừng núi trung du, và cuối cùng là rừng núi cao.
Một phần sườn phía đông cũng nằm trong phạm vi Mạng lưới Sinh thái và Chính sách Môi trường về Thủy văn của UNESCO (HELP). Mạng lưới HELP của Davao tập trung vào việc xây dựng sự hợp tác giữa các bên liên quan ở lưu vực sông.
Vào tháng 3 năm 2015, nó đã được đưa ra khỏi danh sách các địa điểm dự kiến của UNESCO do những thay đổi đáng kể (như khai thác gỗ, xâm nhập của các công ty và cảnh quan đô thị và nông nghiệp, khai thác, và săn trộm, vv) mà nó phải trải qua mà không hợp với tài liệu UNESCO mô tả công viên. UNESCO đã đề nghị bảo tồn tốt hơn và thay đổi nội dung văn bản.

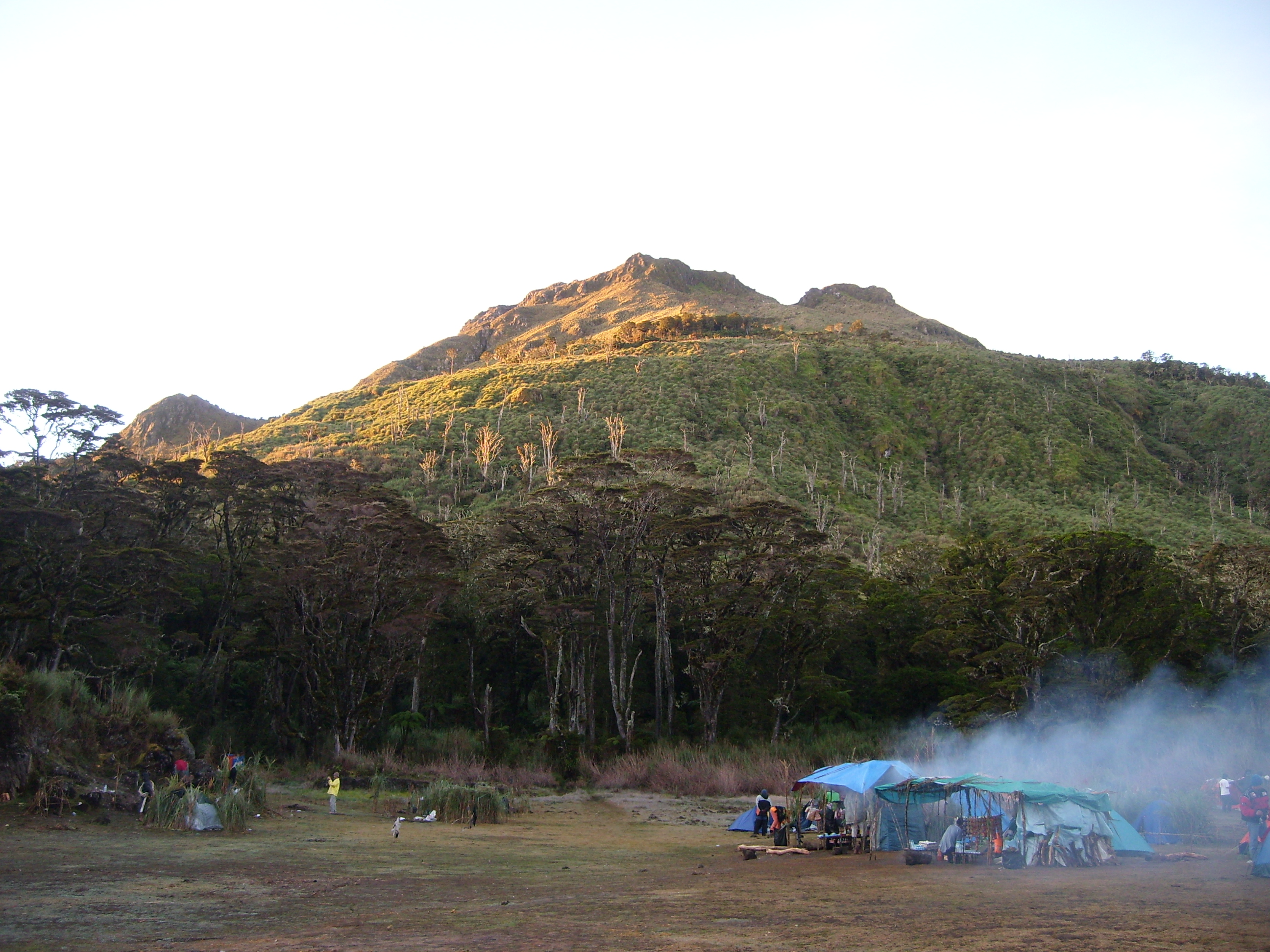
Khoảng trống trong rừng nhiệt đới ở Núi Apo

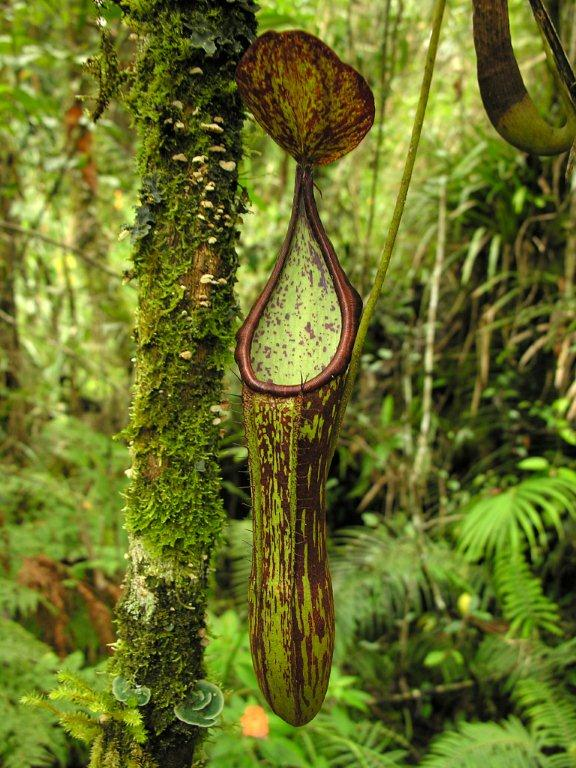
Nepenthes copelandii ở Núi Apo